# Tellgovie

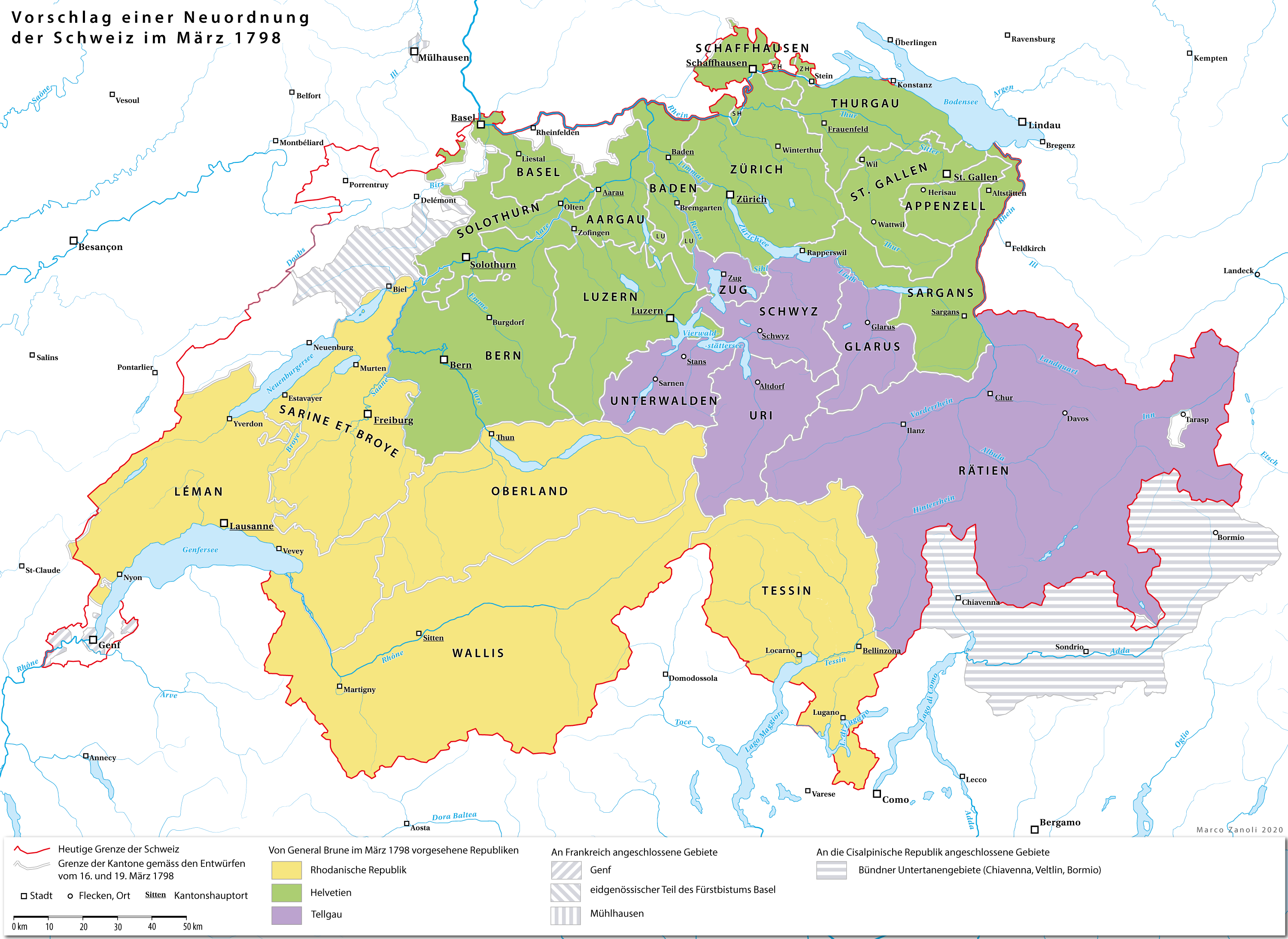
Carte de la partition de la Suisse en trois républiques : la Tellgovie est en mauve.

La Tellgovie ou république telliane (en allemand Tellgau « pays de Guillaume Tell ») est le nom d'une des trois républiques suisses imaginées en 1798. Elle était censée réunir les Waldstätten et les trois ligues grisonnes sous l'égide de Guillaume Tell.
Le 16 mars 1798, onze jours après avoir occupé Berne, le général Brune proclama la partition de la Suisse en trois États :
- la république rhodanique ou Rhodanie, république unitaire regroupant Vaud, Valais, Tessin et Fribourg, et ayant pour capitale Lausanne ;
- la république helvétique ou Helvétie, république unitaire ayant pour capitale Aarau ;
- la république telliane ou Tellgovie, république fédérale regroupant les petits cantons de la Suisse centrale et les Grisons, et ayant pour capitale Schwytz.

Cette décision provoqua un tollé et fut révoquée le 22 mars. Le 12 avril était proclamée la naissance de la République helvétique unitaire.

## Source
- Andreas Fankhauser, « Tellgovie » dans le Dictionnaire historique de la Suisse en ligne, version du 26 avril 2011.